# Далтон (Пенсільванія)
Далтон (англ. Dalton) — місто (англ. borough) в США, в окрузі Лекаванна штату Пенсільванія. Населення — 1284 особи (2020).

## Географія
Далтон розташований за координатами 41°32′15″ пн. ш. 75°44′18″ зх. д. / 41.53750° пн. ш. 75.73833° зх. д. (41.537616, -75.738245).  За даними Бюро перепису населення США в 2010 році місто мало площу 7,96 км², з яких 7,82 км² — суходіл та 0,14 км² — водойми.

## Демографія
Згідно з переписом 2010 року, у селищі мешкали 1234 особи в 502 домогосподарствах у складі 357 родин. Густота населення становила 155 осіб/км².  Було 547 помешкань (69/км²).
Расовий склад населення:
| - 97,6 % — білих - 1,3 % — азіатів - 0,2 % — корінних американців - 0,1 % — чорних або афроамериканців |

До двох чи більше рас належало 0,8 %. Частка іспаномовних становила 1,0 % від усіх жителів.
За віковим діапазоном населення розподілялося таким чином: 21,9 % — особи молодші 18 років, 61,1 % — особи у віці 18—64 років, 17,0 % — особи у віці 65 років та старші. Медіана віку мешканця становила 45,5 року. На 100 осіб жіночої статі у селищі припадало 99,0 чоловіків;  на 100 жінок у віці від 18 років та старших — 93,6 чоловіків також старших 18 років.
Середній дохід на одне домашнє господарство  становив 95 654 долари США (медіана — 76 014), а середній дохід на одну сім'ю — 111 315 доларів (медіана — 90 000). Медіана доходів становила 64 375 доларів для чоловіків та 43 542 долари для жінок. За межею бідності перебувало 5,2 % осіб, у тому числі 9,9 % дітей у віці до 18 років та 1,1 % осіб у віці 65 років та старших.
Цивільне працевлаштоване населення становило 679 осіб. Основні галузі зайнятості: освіта, охорона здоров'я та соціальна допомога — 40,5 %, фінанси, страхування та нерухомість — 10,8 %, науковці, спеціалісти, менеджери — 7,5 %, виробництво — 6,9 %.